# Ölands kontrakt
Ölands kontrakt var ett kontrakt av Växjö stift inom Svenska kyrkan i Kalmar län som funnits under två tidsperioder. Kontraktet upphörde 2012 och dess församlingar överfördes till Kalmar-Ölands kontrakt.
Kontraktskoden var 0617.

## Administrativ historik
Den första äldre Ölands kontrakt fanns under medeltiden och bestod av hela Öland. Efter reformationen (1547) var kontraktet uppdelat på två för norra respektive södra motet och på prästmötet 14 september 1652 indelades ön i Norra kontraktet, Medelkontraktet, samt Södra kontraktet.
Kontraktet återuppstod den 1 januari 2007 genom sammanslagning av Ölands norra kontrakt och Ölands södra kontrakt.
Vid tidpunkten för kontraktets upplösning ingick två pastorat i det: Norra Ölands pastorat och Södra Ölands pastorat och församlingar enligt vad som anges i mallen nedan.

## Kontraktsprostar

### För det äldre kontraktet 1271–1544
| Ämbetstid     | Namn                 | Levnadstid   |
| (1271)–(1282) | H.                   | d. före 1282 |
| (1283)        | W.                   |              |
| (1299)–(1312) | Thorstanus           | d. före 1312 |
| (1315)        | Brynolphus           |              |
| 1340-talet    | Holmstanus (Holsten) |              |
| (1372)        | Lars                 |              |
| (1396)–(1431) | Thyrgillus           |              |
| (1444)        | Henechinus Petri     |              |
| (1525)        | Reimarus             |              |
| (1544)        | Jöns                 |              |

### För det nybildade kontraktet 2007-2012
År 2008 var Leif Bengtsson kontraktsprost.